# Rushan Abbas
Rushan Abbas (* 14. června 1967 Urumči) je americká aktivistka a obhájkyně ujgurské menšiny z Ujgurské autonomní oblasti Sin-ťiang v Číně. Je zakladatelkou a výkonnou ředitelkou neziskové organizace Campaign for Uyghurs se sídlem ve Washingtonu, D.C., a generální tajemnicí Ujgurské akademie USA. Stala se jedním z nejvýraznějších ujgurských hlasů v mezinárodním aktivismu poté, co čínská vláda v roce 2018 zadržela její sestru.
V roce 2019 svědčila před senátním výborem pro zahraniční vztahy USA v souvislosti se vznikem koncentračních táborů v Ujgurské autonomní oblasti Sin-ťiang a hrozbou čínské moci ve východním Pacifiku. Svědčila také před Sněmovnou reprezentantů o mezinárodním náboženském pronásledování, nucené práci a porušování lidských práv v souvislosti s Ujgury.

## Život a kariéra
Rushan Abbas se narodila v roce 1967 v Urumči a v roce 1984 zde absolvovala střední školu č. 17. V době, kdy se uvolnil komunistický režim a ČLR se přechodně otevřela Západu, navštěvovala v letech 1984 až 1988 Sin-ťiangskou univerzitu a vystudovala biologii. Během studia na univerzitě byla Abbasová jednou ze spoluorganizátorek prodemokratických shromáždění a demonstrací v letech 1985 a 1988, které se konaly na protest proti politice Číny v Ujgurské autonomní oblasti Sin-ťiang.
V roce 1989 odjela do Spojených států a navštěvovala Washington State University, kde pokračovala ve studiu rostlinné patologie. Během svého pobytu ve Spojených státech se Abbasová stala americkou občankou, a v rámci ujgurské americké komunity pokračovala ve své advokační činnosti, které se aktivně věnovala od roku 1985. Od svého přestěhování do USA, je hlasitou aktivistkou a obhájkyní lidských práv Ujgurů. Podle jejího profilu na webových stránkách společnosti ISI Consulting "má rozsáhlé zkušenosti se spoluprací s americkými vládními agenturami, včetně ministerstva vnitřní bezpečnosti, ministerstva obrany, ministerstva zahraničí, ministerstva spravedlnosti a různých amerických zpravodajských agentur. To se z velké části týká její práce při přesídlování Ujgurů, kteří byli zadržováni v Guantánamu.
V roce 1993 Rushan Abbas spoluzaložila a jako první viceprezidentka řídila Ujgurskou asociaci zámořských studentů a vědců (Tengritagh Overseas Students and Scholars Association). Krátce poté byla na dvě funkční období zvolena viceprezidentkou Uyghur American Association. Čína za to potrestala jejího otce Abbas Borhana, ujgurského učence, akademického spisovatele a veřejně činnou osobu, kterého v 59 letech penzionovala a zbavila funkce předsedy Rady pro vědu a technologie Ujgurské autonomní oblasti Sin-ťiang a sestru Gulshan, penzionovanou lékařku, o které nejsou žádné zprávy od roku 2018 a patrně skončila v převýchovném táboře. Z rodiny jejího manžela Abdulhakima Idrise je na neznámém místě celkem 24 členů, včetně dvouletého dítěte. Jeho bratr byl odsouzen na 21 let vězení.
V roce 1998 spustilo Radio Free Asia ujgurskou službu, kde se Rushan Abbas stala první ujgurskou reportérkou vysílající o Sin-ťiangu. Ve Spojených státech se v roce 2008 účastnila protestů v San Francisku proti tamní části globální štafety Pekingské letní olympiády.
Působí v oblasti politiky a legislativních reakcí, včetně podpory zákona o prevenci nucené práce Ujgurů, zákona o politice lidských práv Ujgurů a větší transparentnosti programu sesterských měst s vazbami na Čínu. Často spolupracuje s mezinárodními organizacemi pro lidská práva, občanskými společnostmi a setkává se s mezinárodními vládními představiteli a politiky.
Počátkem roku 2002 byla požádána, aby působila jako překladatelka pro Ujgury ve věznici na Quantanámu. Pracovala zde devět měsíců a roku 2006 se tam vrátila, aby pomáhala obhájcům v úsilí dosáhnout prohlášení o nevině zadržovaných Ujgurů. Po jejich propuštění Rushan Abbas pomáhala americkému ministerstvu spravedlnosti a ministerstvu zahraničí s přesídlováním do Albánie, Švédska, na Bermudy, Palau, do Švýcarska, Salvadoru a Slovinska.
Roku 2007 asistovala setkání ujgurské aktivistky Rebiyy Kadeer s americkým prezidentem George W. Bushem v Praze.
V roce 2017 Abbas založila neziskovou organizaci Campaign for Uyghurs (Kampaň za Ujgury, CFU) se sídlem ve Washingtonu. Organizace se zaměřuje především na zločiny proti lidskosti páchané na Ujgurech v Číně, které byly některými státy označeny za genocidu. Kampaň za Ujgury se pravidelně zapojuje do aktivismu na federální úrovni ve Spojených státech a zasazuje se o přijetí legislativy, která omezuje nucené práce a prosazuje lidská práva. Díky své práci v CFU byla Rushan Abbas oceněna vládními představiteli na Národní modlitební snídani a na konferenci State of the Union, kde byla v únoru 2020 hostem senátora Marca Rubia. Její práce vyvolala hněv čínské vlády, zejména ve státních médiích, kde byla obviněna z členství v separatistické skupině ve Východním Turkistánu.
Rushan Abbas založila a vedla hnutí ujgurských žen "Jeden hlas, jeden krok" - organizovanou demonstraci na protest proti zadržování milionů Ujgurů v koncentračních táborech v Číně, která se konala 15. března 2018 současně ve 14 zemích a 18 městech. Protesty se konaly ve Spojených státech, Německu, Belgii, Norsku, Turecku, Švédsku, Švýcarsku, Velké Británii, Nizozemsku, Austrálii, Kanadě, Francii, Finsku a Japonsku.
5. září 2018 se Rushan Abbas zúčastnila panelové diskuse s názvem Čínská "válka proti terorismu" a mimořádná situace v Sin-ťiangu. Hovořila o probíhající genocidě Ujgurů a popsala tábory, které jsou v Číně využívány k zadržování Ujgurů. O šest dní později byly její sestra - lékařka a teta - bývalá učitelka zadrženy čínskou vládou a poslány do "reedukačního tábora" jako odplata za její projev. Po zmizení své sestry se stala aktivistkou na plný úvazek a zaměřila se na zločiny proti lidskosti páchané v Ujgurské autonomní oblasti Sin-ťiang. Zasazuje se o práva ujgurského lidu, pravidelně vystupuje v médiích, přednáší veřejné projevy na univerzitách a fórech a vytváří mezinárodní koalice s cílem upozornit na ujgurské utrpení. Čínská vláda potvrdila, že její sestra, Dr. Gulshan Abbas, je držena ve vězení uvnitř Číny na základě údajného obvinění z terorismu.
Rushan Abbas několikrát vystoupila v Kongresu Spojených států, aby svědčila o otázkách lidských práv, zejména pokud jde o postavení Ujgurů žijících v Číně. V roce 2019 svědčila před senátním výborem pro zahraniční vztahy v souvislosti se vznikem koncentračních táborů v Ujgurské autonomní oblasti Sin-ťiang a hrozbou čínské moci ve východním Pacifiku. V roce 2020 svědčila před Sněmovnou reprezentantů o mezinárodním náboženském pronásledování a roli islamofobie v pokračujícím porušování lidských práv v Číně, v roce 2021 svědčila o problematice nucených prací v souvislosti s Ujgury a o ekonomickém nátlaku, který je v Číně používán. Její boj za práva Ujgurů podpořil floridský senátor Marco Rubio.
V roce 2021 se vyslovila pro Bidenovu administrativu a napsala, že doufá, že "Bidenova administrativa zajistí, že zákon o politice lidských práv Ujgurů, který byl přijat s téměř jednomyslnou podporou obou stran a který ukládá sankce subjektům a jednotlivcům podílejícím se na tomto porušování lidských práv, bude v plném rozsahu prosazován". "Bidenova administrativa musí rovněž uplatnit článek 307 celního zákona, který zakazuje dovoz nucených prací - a zajistit, aby byl důsledně a účinně vymáhán každý zákaz výrobků pocházejících z ujgurské vlasti."
Pro české Centrum pro lidská práva a demokracii uvedla: "Většina lidí, které jsem znala z univerzity, moji přátelé, otcovi kolegové, studenti, všichni, kdo mají hlas, jsou teď v táborech. Čínská vláda tvrdí, že jsou to střediska pro přípravu na zaměstnání. Mezi zadrženými jsou lékaři, akademici, podnikatelé a odborníci, ale i malé děti a staří lidé, z nichž nikdo nepotřebuje pracovní výcvik. Všechna "výcviková střediska" jsou jen lží čínské vlády". V souvislosti se zimními olympijskými hrami roku 2022, které se konali v ČLR, podporovala kampaň “#NoRightsNoGames2022”.

#### Nominace Campaign for Uyghurs na Nobelovu cenu míru
V únoru 2022 navrhli dva američtí zákonodárci Tom Suozzi z New Yorku a Chris Smith z New Jersey nominaci Campaign for Uyghurs spolu s Uyghur Human Rights Project na Nobelovu cenu za mír, neboť "významně přispěly k budování bratrství mezi národy a podpoře míru tím, že hájí lidská práva Ujgurů, Kazachů a dalších převážně muslimských etnických menšin" na kterých Komunistická strana Číny páchá genocidu a další zločiny proti lidskosti. Rushan Abbas nominaci přivítala a uvedla: "Bez ohledu na výsledek nominace je skutečnost, že se o ujgurské otázce bude jednat spolu s nominací na Nobelovu cenu za mír, velkým vítězstvím pro ujgurské hnutí."